# WPA2
WPA2 (Wi-Fi Protected Access 2), en español «Acceso Wi-Fi protegido 2», es un sistema para proteger las redes inalámbricas (Wi-Fi); creado para corregir las deficiencias del sistema previo en el nuevo estándar 802.11i. WPA, por ser una versión previa, que se podría considerar una "migración", no incluye todas las características del IEEE 802.11i, mientras que WPA2 se puede inferir que es la versión certificada del estándar 802.11i.  
El estándar 802.11i fue ratificado en junio de 2004.
La Wi-Fi Alliance llama a la versión de clave pre-compartida WPA-Personal y WPA2-Personal y a la versión con autenticación 802.1x/EAP como WPA-Enterprise y WPA2-Enterprise. La WiFi Alliance ordenó una certificación WPA2 obligatoria en 2006 que garantiza que el hardware fabricado a partir de entonces fuera compatible con ambos protocolos de seguridad.
El uso de WPA2 da un extra de seguridad a los usuarios con Wifi, así los usuarios autorizados pueden acceder a datos compartidos en la red. Actualmente son dos las versiones de WPA2 disponibles: WPA2-Personal y WPA2-Enterprise. La primera otorga seguridad a través de contraseña y la segunda autentificando a los usuarios a través de un servidor.
Los fabricantes comenzaron a producir la nueva generación de puntos de accesos apoyados en el protocolo WPA2 que utiliza el algoritmo de cifrado AES (Advanced Encryption Standard). Con este algoritmo será posible cumplir con los requerimientos de seguridad del gobierno de USA - FIPS140-2. "WPA2 está idealmente pensado para empresas tanto del sector privado cómo del público. Los productos que son certificados para WPA2 le dan a los gestores de TI la seguridad que la tecnología cumple con estándares de interoperatividad" declaró Frank Hazlik Managing Director de la Wi-Fi Alliance. Si bien parte de las organizaciones estaban aguardando esta nueva generación de productos basados en AES es importante resaltar que los productos certificados para WPA siguen siendo seguros de acuerdo a lo establecido en el estándar 802.11i.
Como desventaja de este sistema de seguridad se le puede criticar que su uso de la red no es plenamente eficiente, ya que implica un trabajo de carga adicional para cifrar y descifrar. Es un pequeño precio para un aumento recomendable en seguridad.